# Р11-300
Р11-300 — первый советский двухвальный турбореактивный двигатель с форсажной камерой (ТРДФ). Разработан на Государственном союзном опытном заводе № 300 (п/я 2480, ныне ОАО "АМНТК «Союз») под руководством Сергея Константиновича Туманского. 
Заводы-изготовители: ММП имени В. В. Чернышёва (Москва) и Уфимское МПО (Уфа).

## История
Проектирование и создание первых образцов двигателя велось в ОКБ-300 с мая 1953 по январь 1955 гг., под руководством А. А. Микулина (позже его сменил С. К. Туманский). Первоначально двигатель назывался АМ-11, но после того, как Микулина сместили с должности, двигатель получил наименование Р11-300 (где цифра 300 — это ОКБ-300). 
Дальнейшая работа по многочисленным модификациям двигателя и созданию новых образцов этого семейства проводилась в ОКБ, базировавшимся на Тушинском моторном заводе, где и было организовано серийное производство (это ОКБ имело статус филиала завода № 300). Возглавлял этот коллектив Николай Георгиевич Мецхваришвили.
В январе 1956 года был передан на заводские испытания первый самолёт Е-2А/1 с новым двигателем, а затем и Е-5 — прототип знаменитого МиГ-21.
Двигатель и его модификации устанавливались на самолётах Су-15, МиГ-21, Як-25, Як-28; копия Р-11-300 выпускалась в Китае (устанавливался на истребителе J-7).
Всего изготовлено более 20 тыс. двигателей Р-11-300 всех модификаций. 
Капитальный ремонт двигателя в 1962—1975 годах производился на ремонтных заводах № 12 (Хабаровск), № 218 (Гатчина), № 562 (Одесса) и № 570 (Ейск). 
Отработавшие лётный ресурс двигатели применялись на пожарной машине АГВТ-150(375).

## Основные технические данные двигателя на примере Р11Ф-300[1]
- Тип двигателя: турбореактивный, двухвальный, с форсажной камерой
  - компрессор: осевой, шестиступенчатый, двухроторный
  - турбина: осевая, двухступенчатая, двухроторная
  - камеры сгорания: 10 индивидуальных прямоточных камер в общем кожухе
  - реактивное сопло: регулируемое всережимное, диаметр створок сопла меняется в пределах 526÷680 мм
- Габаритные размеры двигателя:
  - длина общая: 4600 мм
  - диаметр наибольший (по бандажу ФК): 906 мм
  - максимальная высота с учётом выступающих агрегатов: 1085 мм
- Вес двигателя в состоянии поставки с завода-изготовителя (с залитым консервационным маслом): 1146±2% кг
- Гарантийный ресурс двигателя до первого ремонта: 100 часов, из них не более 30 часов на форсажных режимах

Параметры двигателя в стендовых условиях:
- Тяга:
  - на максимальном форсажном режиме (обороты ротора НД 11159±50 об/мин, 100 %): 5750-100 кгс
  - на минимальном форсажном режиме (обороты ротора НД 11159±50 об/мин, 100 %): 4900+200 кгс
  - максимальная без форсажа (обороты ротора НД 11159±50 об/мин, 100 %): 3900-100 кгс
  - режим малого газа (обороты ротора НД 3740±150 об/мин, 33,5±1,5 %): ≤170 кгс
- Расход воздуха через компрессор:
  - на режиме полный форсаж: 63,7 кг/сек
  - на режиме минимальный форсаж: 63,7 кг/сек
  - на режиме максимальный бесфорсажный: 63,7 кг/сек
  - на номинальном режиме: 59,0 кг/сек
- Степень повышения давления:
  - на режиме полный форсаж: 8,75
  - на режиме минимальный форсаж: 8,9
  - на режиме максимальный бесфорсажный: 8,85
- Удельный расход топлива:
  - на режиме полный форсаж: ≤2,30 кг/т час
  - на режиме минимальный форсаж: ≤1,70 кг/т час
  - на режиме максимальный бесфорсажный: 0,94±0,03 кг/т час
  - на режиме малый газ: не нормируется
- Температура газа за турбиной, не более: 700 °С (допускается кратковременный заброс не более 5 сек до 720 °С)
- Время приёмистости двигателя:
  - от режима малого газа до максимального бесфорсажного режима: 12÷15 сек
  - от режима малого газа до форсажа: не более 20 сек
- Продолжительность непрерывной работы двигателя:
  - на всех форсажных режимах: 10 мин на высотах ниже 10000 м и 20 мин на высотах более 10000 м
  - бесфорсажные режимы: не ограничено
  - на режиме малого газа: 10 мин
- Топливная система
  - основное топливо для двигателя: реактивное топливо марок Т-1, Т-2 или ТС
  - пусковое топливо: неэтилированный бензин Б-70
- Масляная система двигателя, замкнутая под давлением, минеральное масло МК-8 или МС-6.

## Конструкция двигателя Р11Ф-300
Двигатель состоит из следующих основных узлов:
- из шестиступенчатого (три ступени низкого давления, первый каскад, и три ступени высокого давления, второй каскад) немеханизированного компрессора
- десяти прямоточных камер сгорания трубчатого типа в общем кожухе
- двухступенчатой осевой газовой турбины, состоящей из первой ступени высокого давления (второй каскад) и второй ступени низкого давления (первый каскад)
- диффузора с форсажной камерой и регулируемым соплом, с двухколлекторной системой подачи форсажного топлива
- нижней коробки приводов агрегатов двигателя и самолётных агрегатов, на которой установлены: стартер-генератор ГСР-СТ-12000ВТ, топливный насос-регулятор НР-21Ф, топливный насос-регулятор НР-22Ф, гидронасосы НП-34-2Т, топливный подкачивающий насос ДЦН-13ДТ, масляный агрегат, воздухоотделитель, центробежный суфлёр, масляный откачивающий насос передней опоры, датчик оборотов ротора ВД типа ДТЭ-1 и датчик оборотов ротора НД также типа ДТЭ-1.
- топливной системы основного топлива, оборудованной следующими агрегатами:
  - плунжерным топливным насосом-регулятором НР-21Ф. Привод ротора насоса от ротора высокого давления двигателя.
  - плунжерным топливным насосом-регулятором форсажного топлива НР-22Ф с блоком управления БУ-4Б и коробкой автоматики форсажа КАФ-13Д
  - подкачивающим топливным насосом ДЦН13-ДТ
  - форсунками основного (10 форсунок), пускового и форсажного топлива (102 форсунки форсажного топлива)
- топливной системой пускового топлива, состоящей из двух воспламенителей, электромагнитного клапана, бачка пускового топлива, топливного фильтра, электрического шестерёнчатого насоса ПНР-10-9М, трубопроводов и др. В качестве пускового топлива применялся низкооктановый неэтилированный авиационный бензин Б-70. Расход бензина на один запуск двигателя не более 0,3 литра.
- автономной масляной системы двигателя под давлением, для смазки движущихся частей в процессе работы. В маслосистеме установлено три насоса: нагнетающий, откачивающий из передней опоры и откачивающий из коробки агрегатов, средней и задней опор. Система работает под давлением 3,5±0,5 кг/см2. Используется минеральное масло МК-8 или МС-6 с расходом в полёте не более 1,2 литра в час. Полный объём маслобака 16 литров, заправочная ёмкость 12±0,5 литра. Маслобак входит в конструкцию топливно-масляного агрегата 357С, также включающего топливно-масляный радиатор и фильтр низкого давления.
- системы управления двигателем с панелью управления режимами ПУРТ-1Ф, которая связана с насосами-регуляторами НР-21Ф, НР-22Ф и блоком управления БУ-4Б
- гидравлической системы двигателя, которая служит для регулирования проходного сечения реактивного сопла посредством трёх гидроцилиндров. Рабочая жидкость — гидросмесь АМГ-10 с рабочим давлением 180-215 атм.
- системы электрического запуска двигателя с переключением напряжения питания 24х48 вольт. Раскрутка двигателя при запуске производится стартером ГСР-СТ-12000ВТ. Стартер на 44 секунде запуска переводится в генераторный режим и в полёте используется как источник электроэнергии в бортовой сети самолета. Аппаратура запуска (относится к самолётному оборудованию) включает коробку пусковых реле КПР-15А, автомат времени пуска (программная панель) АВ7-44-5 и источники бортового питания — две серебряно-цинковые аккумуляторные батареи 15СТС-45, которые в процессе запуска переключаются с параллельного соединения на последовательное. Установлены две катушки зажигания КНА-111 основных камер сгорания и катушка зажигания КНА-114 форсажной камеры. Запальные свечи поверхностного разряда: две СПН-4 основных камер сгорания и две свечи зажигания ФК (одна запасная) СЭ-21Д5. Весь цикл автоматического запуска двигателя рассчитан по времени на 44±1,2 сек.
- системы кислородной подпитки двигателя при высотном запуске, которая служит для устойчивого запуска двигателя в полёте в диапазоне высот 8000÷12000 метров. При запуске в полёте ниже 8000 кислородная подпитка не используется. Система включает кислородный баллон ёмкостью 2 литра с редуктором на давление 9÷10,5 кг/см2, клапана и др.
- системы отбора воздуха на самолётные нужды
- противообледенительного устройства входного обтекателя компрессора
- системы дренажа жидкостей из агрегатов двигателя, которая предотвращает скопление пожароопасных компонентов в моторном отсеке самолёта

Примечание. Ось форсажной камеры двигателя (при виде сверху) составляет небольшой угол с осью двигателя вследствие того, что задняя часть форсажной камеры монтируется со смещением по оси роликов, влево на 4 мм от оси симметрии самолёта. Во время работы двигателя от температурных расширений ось форсажной камеры перемещается вправо и совмещается с осью двигателя.

## Модификации
- Р11-300 — серийный
- Р11Ф-300 — двигатель с форсажной камерой сгорания, массовое использование на МиГ-21 и др. типах.
- Р11Ф2-300 — с усовершенствованной системой топливопитания форсажного контура и изменённой конструкцией стабилизаторов горения в форсажной камере
- Р11Ф2С-300, Р11Ф2СУ-300 — модификации с улучшенными характеристиками приёмистости
- Р11Ф2СК-300 — с системой коррекции диаметра сопла СКДС
- Р-11К-300 — короткоресурсный вариант двигателя для беспилотных самолётов-мишеней или разведывательных БПЛА одноразового применения. Представлял собой отработавший ресурс самолётный двигатель Р-11Ф2С-300, прошедший восстановительный ремонт на авиаремонтном предприятии. Ресурс такого двигателя составлял 10 часов.